# Puerto de Béjar
Puerto de Béjar é um município da Espanha na província de Salamanca, comunidade autónoma de Castela e Leão, de área 10,39 km² com população de 422 habitantes (2007) e densidade populacional de 42,69 hab/km².
Era conhecida como Vico Cecílio durante o período romano.

## Demografia
| Variação demográfica do município entre 1991 e 2004 | Variação demográfica do município entre 1991 e 2004 | Variação demográfica do município entre 1991 e 2004 | Variação demográfica do município entre 1991 e 2004 |
| --------------------------------------------------- | --------------------------------------------------- | --------------------------------------------------- | --------------------------------------------------- |
| 1991                                                | 1996                                                | 2001                                                | 2004                                                |
| 521                                                 | 516                                                 | 487                                                 | 441                                                 |